# 新城カズマ
新城 カズマ（しんじょう かずま、年齢不詳）は、日本の小説家、架空言語設計家。慶應義塾大学ファンタジー研究会出身。日本SF作家クラブ会員。日本推理作家協会会員。
1991年のデビューから1997年までは新城 十馬（しんじょう かずま）の名で作品を発表していた。

## 経歴
ライトノベル作家としては『蓬萊学園』シリーズが代表作。デビュー以来、富士見ファンタジア文庫で作品を刊行していたが、2001年以降はその他のレーベルや出版社でも著作を発表している。
架空世界の設定や作中での言語に関する考察に特色のある作品を多く発表しており、2002年に発表した、南太平洋の架空の小国を舞台にした言語テーマのSF小説『星の、バベル』は第34回星雲賞にノミネートされた。2006年には『サマー/タイム/トラベラー』で、第37回星雲賞日本長編部門を受賞。
以降はSFや時代小説を中心に活動している。

## 小説以外の活動
1990年～
- 柳川房彦（やながわふさひこ）名義で、PBMゲーム『蓬萊学園の冒険!』の“グランドマスター”として、背景世界の構築、ストーリー展開とゲーム全体の管理を行う。
- その後、『蓬萊学園』シリーズはPBMゲームが発端となり、小説、TRPG、コンシューマーゲームなどにメディアミックス展開されている。
- 有限会社エルスウェアの中心的人物として、TRPGの制作をはじめとしたゲーム関連の著作に多く携わっている。

2006年
- 『サマー／タイム／トラベラー』で、第37回星雲賞日本長編部門を受賞。
- 6月3日、サントリー・サタデー・ウェイティング・バー（TOKYO FM）に出演。

2008年
- 12月22日より、ブログ「散歩男爵 Baron de Flaneur (Art Plod版)」をはてなダイアリーで開始。
- 早稲田大学10時間連続シンポジウムに参加。

2012年
- 慶応義塾大学の総合講座『前衛と伝統』で講義。
- シノドスで稲葉振一郎・田中秀臣両氏と鼎談。

2013年
- 「海猫沢めろん×新城カズマ presents 「読者工学論　物語を書く前に考える６つのこと」（全６回）開催。

2014年
- 「新潮」誌上で、島津義秀・徳川家広両氏と『島津戦記』座談会。
- SUGOI JAPANライトノベル部門審査員を務める。

2015年
- 9月15日、TBSラジオ「荻上チキ・Session-22」にゲスト出演。
- 「新城カズマ×海猫沢めろん 「司馬遼太郎を乗り越えるには――新城カズマ『島津戦記』刊行記念インタビュー」開催。
- 京都造形芸術大学で夏期集中講義（「ライトノベルについて考える＆書く！」）。
- SUGOI JAPAN2015ライトノベル部門審査員を務める。

## 作品リスト

### 蓬萊学園シリーズ
1991年 - 、富士見ファンタジア文庫、既刊6巻

### 狗狼伝承
1. 流斬少年・スオウ 狗狼伝承（1998年9月 富士見ファンタジア文庫）
2. 転輪少女・サヤカ 狗狼伝承（1999年2月 富士見ファンタジア文庫）
3. 夢幻剣士・リオ 狗狼伝承（1999年7月 富士見ファンタジア文庫）
4. 迷宮戦士・サガ 狗狼伝承（2000年2月 富士見ファンタジア文庫）
5. 精霊少女・ミュリエル 狗狼伝承（2000年7月 富士見ファンタジア文庫）
6. 蒼穹天女・ユウ 狗狼伝承（2001年8月 富士見ファンタジア文庫）
7. 天涯少女・シノ 狗狼伝承（2005年11月 富士見ファンタジア文庫）

### 浪漫探偵・朱月宵三郎
1. 屍天使学院は水没せり 浪漫探偵・朱月宵三郎（2001年3月 富士見ミステリー文庫）
2. 無謬邸は暁に消ゆ 浪漫探偵・朱月宵三郎 2（2001年12月 富士見ミステリー文庫）

### ジェスターズ・ギャラクシー
1. ジェスターズ・ギャラクシー 1 天のほとりの愚神ども（2002年7月 富士見ファンタジア文庫）
2. ジェスターズ・ギャラクシー 2 翠の星の愚神ども（2003年5月 富士見ファンタジア文庫）
3. ジェスターズ・ギャラクシー 3 愚神どもには安息を（2003年8月 富士見ファンタジア文庫）
4. ジェスターズ・ギャラクシー 4 愚神のために恋歌を（2004年3月 富士見ファンタジア文庫）

### イスベルの戦賦
1. イスベルの戦賦 〈天の踵〉よ、来たれ（2003年6月 ファミ通文庫）
2. イスベルの戦賦 亡国の王女よ、誓え（2003年7月 ファミ通文庫）

### サマー/タイム/トラベラー
1. サマー/タイム/トラベラー 1（2005年6月 ハヤカワ文庫JA）
2. サマー/タイム/トラベラー 2（2005年7月 ハヤカワ文庫JA）

### 15×24
2009年9月 - 12月、スーパーダッシュ文庫、全6巻

### ノンシリーズ
- 黄金郷に手を出すな マリオン&Co.（1997年5月 富士見ファンタジア文庫）
- 特命転攻生 〈人別帳〉は燃えているか？（2001年10月 ファミ通文庫）- 共著：新藤キミテル
- 星の、バベル（2002年1月 - 9月 ハルキ文庫 ヌーベルSFシリーズ【上・下】）
- さよなら、ジンジャー・エンジェル（2010年2月 双葉社 / 2013年7月 双葉文庫）
- マルジナリアの妙薬（2010年7月 早川書房）
- 魔界探偵 冥王星O（2010年） - 名義：越前魔太郎[2]。複数の作家による共有筆名であり、シリーズのうちどの作品を担当したかは明言されていない。
- tokyo404（2013年3月 文藝春秋）
- ドラゴン株式会社（2013年12月 岩崎書店）
- 島津戦記（2014年9月 新潮社 / 2017年8月 - 12月 新潮文庫nex【一・二】）
- 玩物双紙（2014年11月 双葉社）
- 日本SFの臨界点 新城カズマ 月を買った御婦人（2021年7月 ハヤカワ文庫JA）- 編：伴名練
  - 収録作品
    - 議論の余地はございましょうが（「S-Fマガジン」2010年2月号）- あたらしいものの一篇
    - ギルガメッシュ叙事詩を読みすぎた男（「まんたんブロード」2007年4月号 / 『マルジナリアの妙薬』2010年7月 早川書房）
    - アンジー・クレーマーにさよならを（「S-Fマガジン」2005年7月号 / 『ゼロ年代SF傑作選』2010年2月 ハヤカワ文庫JA）
    - 世界終末ピクニック（「まんたんブロード」2007年9月号 / 『マルジナリアの妙薬』2010年7月 早川書房）
    - 原稿は来週水曜までに（群雛NovelJam 2017年2月）
    - マトリカレント（『NOVA2 書き下ろし日本SFコレクション』2010年7月 河出文庫）- あたらしいものの一篇
    - ジェラルド・L・エアーズ、最後の犯行（「小説推理」2010年3月号）
    - 月を買った御婦人（「S-Fマガジン」2006年2月号 / 『日本SFの臨界点［恋愛篇］死んだ恋人からの手紙』2020年7月 ハヤカワ文庫JA）
    - さよなら三角、また来てリープ（『マップス・シェアードワールド 翼あるもの』2008年2月 GA文庫）
    - 雨ふりマージ（「S-Fマガジン」2009年10月号 / 『年刊日本SF傑作選 量子回廊』2010年7月 創元SF文庫）- あたらしいものの一篇

### 単行本未収録

#### 長編
- 永遠の城（「双葉社文芸WEBマガジン カラフル」2015年）

#### 蓬萊学園シリーズ
- 南の島に、魔女の群れ（『弁天女子寮攻防戦 蓬萊学園』1994年12月 富士見ファンタジア文庫）
- 完璧な恋文（『パーフェクト・ラブレター 蓬萊学園 恋愛編』1996年3月 富士見ファンタジア文庫）
- 幽霊本塁打一号 問題編（『騎馬っていこう! 蓬萊学園 部活編』1996年9月 富士見ファンタジア文庫）
- 幽霊本塁打一号 回答編（『騎馬っていこう! 蓬萊学園 部活編』1996年9月 富士見ファンタジア文庫）
- 11人いた（笑）!（『香住の中の10万人 蓬萊学園 転校編』1997年9月 富士見ファンタジア文庫）
- 蓬萊学園の揺動！（「4Gamer.net」2025年5月 - ）

#### あたらしいもの
- どちらか一方 （『S-Fマガジン』2010年5月号）

#### ノンシリーズ
- レインボウ・ロォズ Rainbow Rose（『オーバーブラッド2 アナザー・ストーリー』1999年2月 エクシードソフト）- 共著：金城首里
- 生者の船（『マップス・シェアードワールド2 天翔る船』2009年2月 GA文庫）
- F&M月からN月までを（かろうじて）切り抜けながら （『S-Fマガジン』2009年2月号）
- 140字の物語 Twitter小説集（2009年11月 ディスカヴァー・トゥエンティワン）
- 旧ソビエト連邦・北オセチア自治共和国における〈燦爛郷ノ邪眼王〉伝承の消長、および"Evenmist Tales"邦訳にまつわる諸事情について （『逆想コンチェルト イラスト先行・競作小説アンソロジー 奏の2』2010年8月 徳間書店）
- 持ち逃げ有楽 （『小説新潮』2011年4月号）
- Hey! Ever Read a Bradbury? ――a tribute prose（『S-Fマガジン』2012年10月号）
- 書物を燃やす者たちは、いずれ人をも燃やすだろう（『ダ・ヴィンチ』2014年10月号）
- あるいは土星に慰めを（『SF宝石2015』）
- 真田幸村、一座建立 （『小説新潮』2016年1月号）

### ノンフィクション
- RPG幻想事典 チャンバラ英雄伝（1993年11月 ソフトバンク）- 共著：高井夏生、横山雄一
- ライトノベル「超」入門（2006年4月 ソフトバンク新書）
- 物語工学論 〈入門篇〉 キャラクターをつくる（2009年8月 角川学芸出版 / 2012年5月 角川ソフィア文庫）- 角川ソフィア文庫版では『物語工学論 キャラクターのつくり方』に改題
- われら銀河をググるべきや テキスト化される世界の読み方（2010年7月 ハヤカワ新書juice）
- 社会をつくる「物語」の力 学者と作家の創造的対話（2018年2月 光文社新書）- 共著：木村草太

### 監修
- レジェンド オブ ドラグーン セルディオ争乱（2000年3月 ファミ通文庫）- 著：伊豆平成

### 漫画原作
- 帝都、RT（『ジャンプスクエア』2009年8月号）- 作画：山田孝太郎

### 小説以外の著作
- 名前探しの放課後 （著：辻村深月、講談社文庫、2010年9月） - 「解説」
- 未来力養成教室 （編：日本SF作家クラブ、岩波ジュニア新書、2013年7月） - 「IT'S FULL OF FUTURES…」（エッセイ）収録